# Princípio de Phragmén–Lindelöf
Em matemática, o princípio de Phragmén–Lindelöf é uma extensão de 1908 por Lars Edvard Phragmén (1863-1937) e Ernst Leonard Lindelöf do princípio do módulo máximo da análise complexa, para ilimitados domínios.

## Cenário
Na teoria da função complexa, sabe-se que se uma função f é holomorfa em um domínio limitado D, e é contínua em uma fronteira de D, então o máximo de |f|, devem ser atingidos no limite de D. Se, no entanto, a região D não for limitada, então isso não pode ser verdadeiro, como podemos ver ao analisar a função {\displaystyle g(z)=\exp(\exp(z))} na fita {\displaystyle -\pi /2<{\mbox{Im}}\{z\}<\pi /2.} A dificuldade aqui é que a função g tende para o infinito 'muito' rapidamente como z tende para o infinito ao longo do eixo real positivo.
O Princípio de Phragmén–Lindelöf mostra que, em determinadas circunstâncias, e limitando a rapidez com a qual f é permitido que tendem para o infinito, é possível provar que f é, na verdade, limitada no domínio ilimitado.
Na literatura de análise complexa, existem muitos exemplos do princípio de Phragmén–Lindelöf aplicado para regiões acopladas de diferentes tipos, e também uma versão deste princípio pode ser aplicada em uma forma similar as funções subharmônica e superharmônica.

## Princípio de Phragmén–Lindelöf para um setor no plano complexo
Seja F(z) uma função holomorfa em um setor,
{\displaystyle S=\left\{z\,{\big |}\,\alpha <\arg z<\beta \right\}}
com ângulo π/λ = β–α, e a contínua no seu limite.
Se {\displaystyle |F(z)|\leq 1} para o z sobre a fronteira de S, e {\displaystyle |F(z)|\leq e^{C|z|^{\rho }}} para todo z em S, onde 0 ≤ ρ < λ e C > 0, então (1) também vale para todos os z em S.

### Comentários
- A condição (2) pode torna-se mais flexível a {\displaystyle \liminf _{r\to \infty }\sup _{\alpha <\theta <\beta }{\frac {\log |F(re^{i\theta })|}{r^{\rho }}}=0\quad {\text{for some}}\quad 0\leq \rho <\lambda ~,}, com a mesma conclusão.

## Princípio de Phragmén–Lindelöf para tiras
Na prática, o ponto 0 é muitas vezes transformado no ponto ∞ da Esfera de Riemann. Isso dá uma versão do princípio de que aplica-se a tiras, por exemplo, delimitada por duas linhas de constantes parte real do complexo plano. Este caso especial é às vezes conhecido como Teorema de Lindelöf.

## Outros casos especiais
- Teorema de Carlson é uma aplicação do princípio das funções limitadas no eixo imaginário.

## Aplicações
O princípio é usado para provar o Princípio da incerteza de Heisenberg, que estabelece que uma função e a sua transformada de Fourier, não podem deteriorar  mais rápido que exponencialmente.